# Ницше, Фридрих
Фри́дрих Ви́льгельм Ни́цше (нем. Friedrich Wilhelm Nietzsche (немецкий: [ˈfʁiːdʁɪç ˈvɪlhɛlm ˈniːtʃə] (слушать)о файле или [ˈniːtsʃə]); 15 октября 1844, Рёккен, Вайсенфельс, Саксония, Германский союз — 25 августа 1900, Веймар, земля Тюрингия, Германская империя) — немецкий философ, композитор, культурный критик и филолог, чьи работы оказали глубокое влияние на современную философию. Творческое наследие Ницше обрело популярность среди художников на рубеже XIX и XX веков, повлияв на развитие авангардного направления и символистов, русской философии Серебряного века, а также в послевоенные десятилетия XX века, оказав глубокое влияние на мыслителей XX и начала XXI веков по всей философии, особенно в школах континентальной философии, таких как экзистенциализм, постмодернизм и постструктурализм, а также на искусство, литературу, поэзию, политику и популярную культуру.
Ницше начал свою карьеру как классический филолог. В 1869 году в возрасте 24 лет он стал самым молодым человеком, когда-либо занимавшим кафедру классической филологии Базельского университета. Ницше ушёл в отставку в 1879 году из-за проблем со здоровьем, которые преследовали его большую часть жизни. Он завершил большую часть своих основных работ в следующем десятилетии. В 1889 году в возрасте 45 лет у него случился первый апоплексический удар, а затем он был помещён в психиатрическую больницу. Остальные годы он прожил на попечении матери до её смерти в 1897 году, а затем со своей сестрой Элизабет Фёрстер-Ницше. Умер в 1900 году.
Произведения Ницше помимо философии касались широкого круга тем, включая искусство, филологию, историю, музыку, религию, культуру, науку. Он черпал вдохновение у таких деятелей, как Сократ, Заратуштра, Артур Шопенгауэр, Ральф Уолдо Эмерсон, Рихард Вагнер и Иоганн Вольфганг фон Гёте. Его работы зачастую ироничны и изложены в стиле афоризмов, из-за чего получают неоднозначные интерпретации, вызывают много разногласий.
Философские взгляды Ницше включают радикальную критику понятия «истина» в пользу перспективизма; генеалогическую критику религии и христианской морали и родственную теорию морали господина и раба; эстетическое утверждение жизни в ответ как на «смерть Бога», так и на глубокий кризис нигилизма; понятие аполлонических и дионисийских сил. Он также разработал концепции воли к власти, сверхчеловека, доктрину вечного возвращения. В своих поздних работах он всё больше интересовался творческими способностями человека преодолевать культурные и моральные устои в поисках новых ценностей и эстетики.
После смерти Ницше его сестра Элизабет стала хранителем и редактором его рукописей. Она отредактировала его неопубликованные работы, чтобы они соответствовали её немецкой ультранационалистической идеологии, часто противореча или запутывая идеи Ницше, который был явно против антисемитизма и национализма. Благодаря её редактуре работы Ницше стали ассоциироваться с фашизмом и национал-социализмом. Исследователи XX века оспорили эти интерпретации, после чего были опубликованы исправленные издания его сочинений.

## Биография

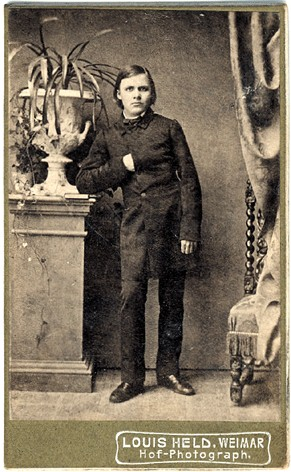
Ницше в возрасте 17 лет, 1861 год

### Годы детства
Родился в 1844 году в Рёккене (недалеко от Лейпцига, провинция Саксония в составе Пруссии), в семье лютеранского пастора Карла Людвига Ницше (1813—1849) и Франциски Ницше, урождённой Элер (1826—1897). В 1846 году у него появилась сестра Элизабет, затем брат Людвиг Йозеф, умерший в 1849 году спустя полгода после смерти их отца. Воспитывался своей матерью, пока в 1858 году не уехал учиться в знаменитую гимназию «Пфорта». Там он увлёкся изучением античных текстов, осуществил первые пробы писательства, пережил сильное желание стать музыкантом, живо интересовался философскими и этическими проблемами, с удовольствием читал Шиллера, Байрона и особенно Гёльдерлина, а также познакомился с музыкой Вагнера.

### Годы юности

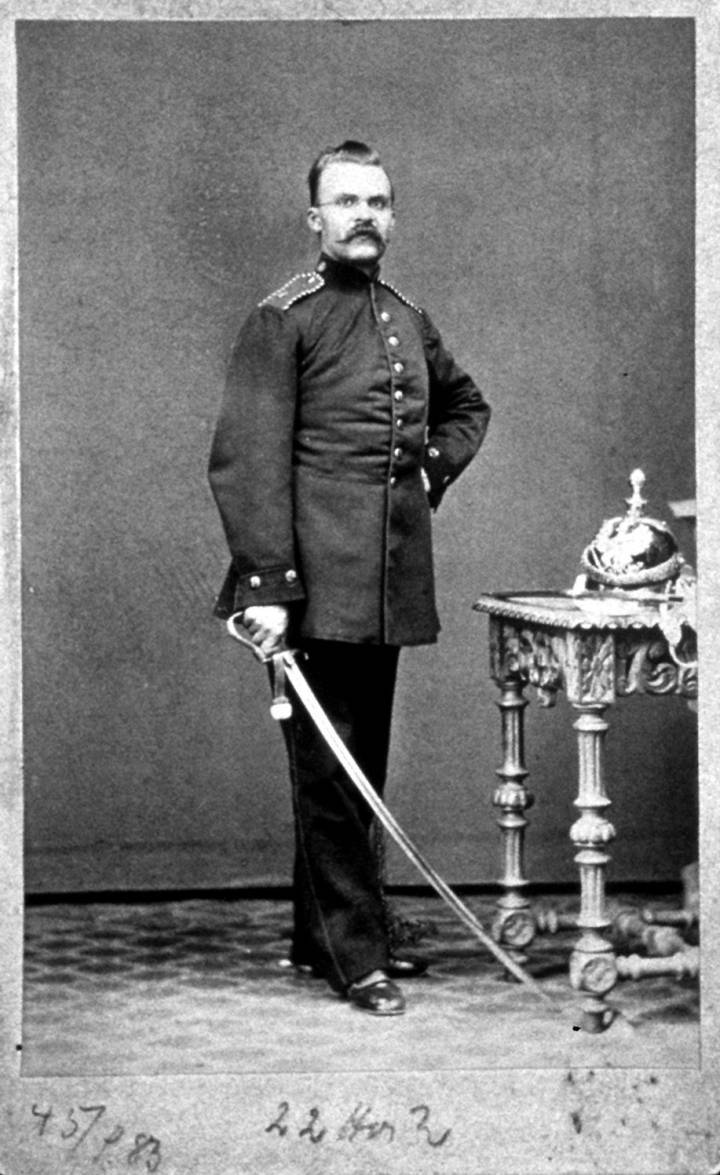
Ницше в форме артиллериста, 1868 год

В октябре 1862 года отправился в Боннский университет, где начал изучать теологию и филологию. Быстро разочаровался в студенческом быте и, попытавшись повлиять на своих товарищей, оказался ими непонятым и отвергнутым. Это стало одной из причин его скорого переезда в Лейпцигский университет вслед за своим наставником профессором Фридрихом Ричлем. Однако и на новом месте обучение филологии не принесло Ницше удовлетворения, несмотря даже на его блестящий успех в этом деле: уже в возрасте 24 лет, будучи ещё студентом, он был приглашён на должность профессора классической филологии в Базельский университет — беспрецедентный случай в истории университетов Европы.

### Участие во Франко-прусской войне
Ницше не смог принять участия во Франко-прусской войне 1870 года: в начале профессорской карьеры он демонстративно отказался от прусского подданства, а власти нейтральной Швейцарии запретили ему непосредственное участие в боях, разрешив лишь службу санитаром. Сопровождая вагон с ранеными, он заразился дизентерией и дифтерией.

### Дружба с Вагнером
8 ноября 1868 года Ницше познакомился с Рихардом Вагнером, который резко отличался от привычной и уже тяготившей Ницше филологической среды и произвёл на него чрезвычайно сильное впечатление. Их объединяло духовное единство: от обоюдного увлечения искусством древних греков и любви к творчеству Шопенгауэра до чаяний переустройства мира и возрождения духа нации. В мае 1869 года он посетил Вагнера в Трибшене, став для того практически членом семьи.
Однако их дружба длилась недолго: всего около трёх лет до 1872 года, когда Вагнер переехал в Байройт, и их отношения стали охлаждаться. Ницше не смог принять возникших в нём перемен, выразившихся, по его мнению, в измене их общим идеалам, потаканию интересам публики, в конце концов, в принятии христианства. Окончательный разрыв был вызван негативным высказыванием Вагнера о книге Ницше «Человеческое, слишком человеческое» 1878 года, которую Вагнер назвал «печальным свидетельством болезни» её автора. Перемена отношения Ницше к Вагнеру была ознаменована книгой «Казус Вагнер» (Der Fall Wagner), 1888, где автор выражает свою симпатию к творчеству Бизе.

### Кризис и выздоровление
Ницше никогда не обладал крепким здоровьем. Уже с 18 лет он начал испытывать сильные головные боли, тяжёлую бессонницу, а к 30 годам испытал резкое ухудшение здоровья. Он почти ослеп, у него были невыносимые головные боли и бессонница, которые он лечил опиатами, а также проблемы с желудком. 2 мая 1879 года он оставил преподавание в университете, получив пенсию с годовым содержанием 3000 франков. Его дальнейшая жизнь стала борьбой с болезнью, вопреки которой он писал свои произведения. Сам он описывал это время следующим образом:
…в тридцать шесть лет я опустился до самого низшего предела своей витальности — я ещё жил, но не видел на расстоянии трёх шагов впереди себя. В то время — это было в 1879 году — я покинул профессуру в Базеле, прожил летом как тень в Санкт-Морице, а следующую зиму, самую бедную солнцем зиму моей жизни, провёл как тень в Наумбурге. Это был мой минимум: «Странник и его тень» возник тем временем. Без сомнения, я знал тогда толк в тенях… В следующую зиму, мою первую зиму в Генуе, то смягчение и одухотворение, которые почти обусловлены крайним оскудением в крови и мускулах, создали «Утреннюю зарю». Совершенная ясность, прозрачность, даже чрезмерность духа, отразившиеся в названном произведении, уживались во мне не только с самой глубокой физиологической слабостью, но и с эксцессом чувства боли. Среди пытки трёхдневных непрерывных головных болей, сопровождавшихся мучительной рвотой со слизью, я обладал ясностью диалектика par exellence, очень хладнокровно размышлял о вещах, для которых в более здоровых условиях не нашёл бы в себе достаточно утончённости и спокойствия, не нашёл бы дерзости скалолаза.
«Утренняя заря» вышла в свет в июле 1881 года, с неё начался новый этап творчества Ницше — этап наиболее плодотворной работы и значительных идей.

### Заратустра

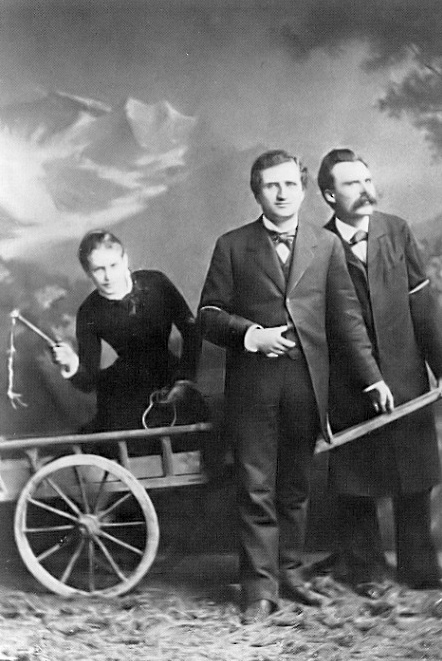
Лу Саломе в повозке, запряжённой Паулем Ре и Фридрихом Ницше, 1882 год

В конце 1882 года Ницше совершил путешествие в Рим, где познакомился с Лу Саломе (1861—1937), оставившей значительный след в его жизни. Ницше с первых секунд был покорён её гибким умом и невероятным обаянием. Он нашёл в ней чуткого слушателя, она, в свою очередь, была потрясена пылкостью его мыслей. Он дважды делал ей предложение, но она отказала, предложив взамен свою дружбу. Спустя некоторое время вместе с их общим знакомым Паулем Ре они организовали своеобразный союз, проживая под одной крышей и обсуждая передовые идеи философов. Но уже через полгода союз распался: Элизабет, сестра Ницше, была недовольна влиянием Лу на её брата и по-своему разрешила эту проблему, написав той грубое письмо. В результате последовавшей ссоры Ницше и Саломе навсегда разошлись. Вскоре Ницше написал первую часть своего ключевого произведения «Так говорил Заратустра», в котором угадывается влияние Лу и её «идеальной дружбы». В апреле 1884 года одновременно вышли в свет вторая и третья часть книги, а в 1885 году Ницше издал на собственные деньги четвёртую и последнюю в количестве всего 40 экземпляров и раздал часть из них в кругу близких друзей, среди которых был Хелене фон Друсковиц.

### Последние годы
Заключительный этап творчества Ницше — это одновременно этап написания произведений, которые формируют зрелый облик его философии, и непонимания, как со стороны широкой публики, так и близких друзей. Популярность пришла к нему лишь в конце 1880-х годов.

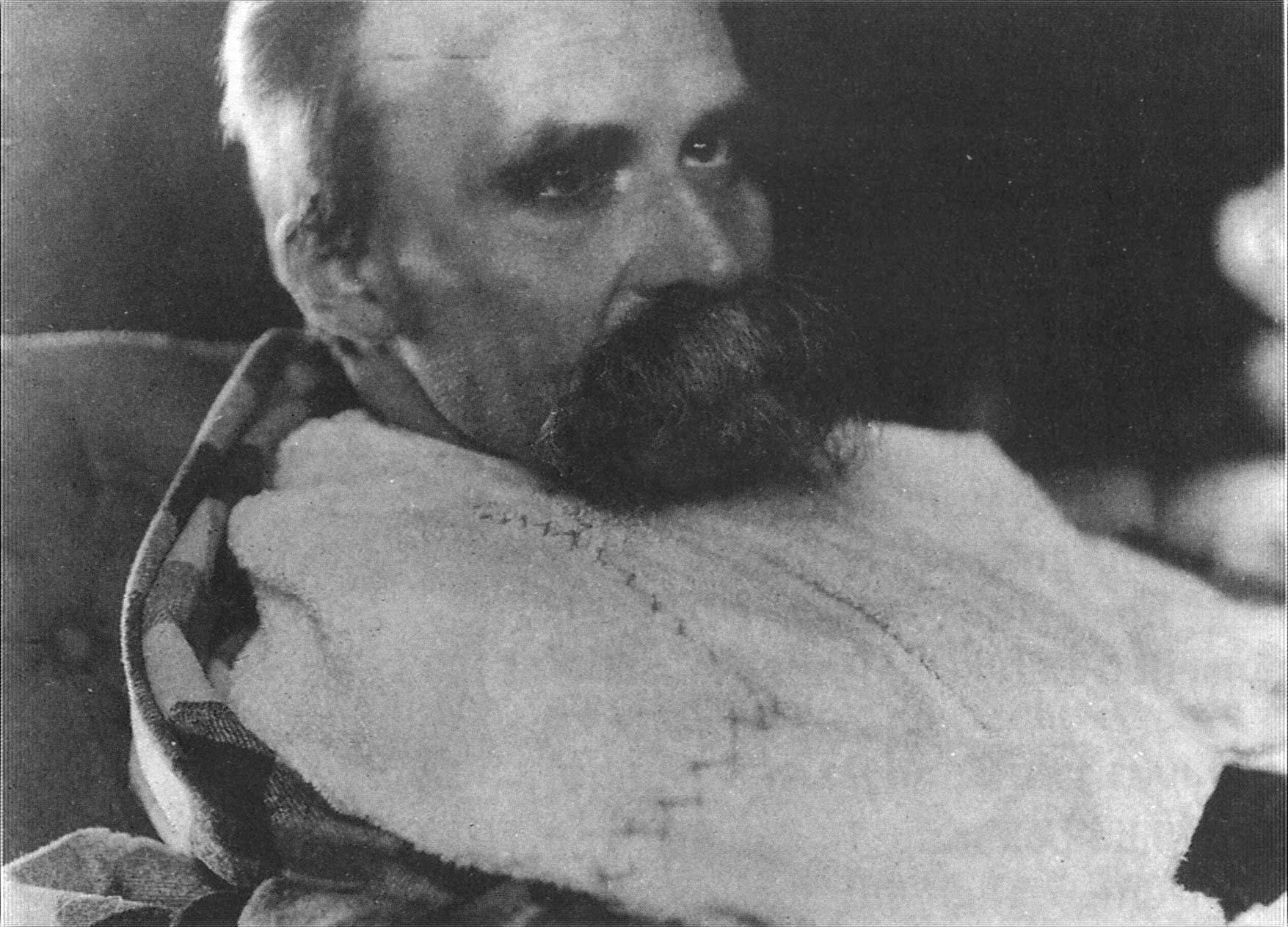
Ницше накануне смерти, 1899 год

Творческая деятельность Ницше оборвалась в начале 1889 года в связи с помутнением рассудка. Оно произошло после припадка, вызванного избиением лошади на глазах у Ницше. Существует несколько версий, объясняющих причину болезни. Среди них — лечение описанных выше головной боли и бессонницы хлоралом и вероналом, о пагубном влиянии которых на нервную систему во время жизни Ницше известно не было; плохая наследственность (психическим расстройством в конце жизни страдал отец Ницше); возможное заболевание сифилисом, который вызвал прогрессивный паралич с нарушением психической деятельности; шизофрения; опухоль головного мозга. Доктор К. Гильдебрандт отмечал, что не существует убедительных доказательств болезни Ницше сифилисом. В его истории болезни отсутствуют основные симптомы сифилиса. Ланге-Эйхбаум и Курт писали, что с молодости у Ницше имелось шизоидное расстройство личности с истерическими чертами, которое впоследствии перешло в параноидную шизофрению с исходом в слабоумие.
Ницше был помещён в базельскую психиатрическую больницу своим другом, профессором теологии, Францем Овербеком, где оставался до марта 1890 года, когда мать забрала его к себе домой, в Наумбург. После смерти матери (1897) Ницше не мог ни двигаться, ни говорить: его поразили 2-й и 3-й апоплексические удары. Болезнь не отступала от Ницше до самой смерти 25 августа 1900 года. Он был похоронен в старинной церкви в Рёккене, датируемой первой половиной XII века. Рядом с ним покоятся его родные.

## Философия

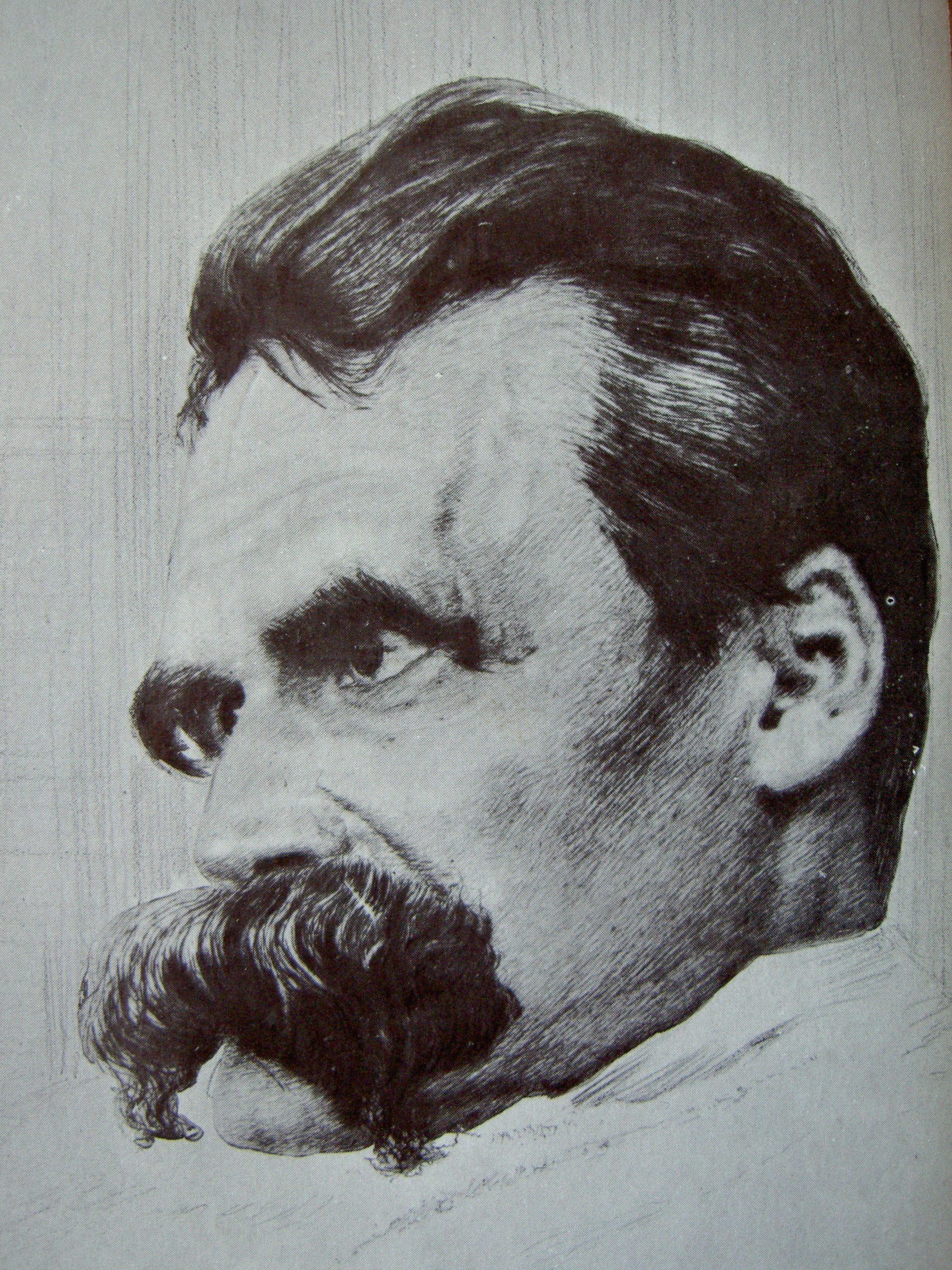
Ницше, рисунок Ганса Ольде

Ницше одним из первых подверг сомнению единство субъекта, причинность воли, истину как единое основание мира, возможность рационального обоснования поступков.

### Афористичность философии Ницше
Будучи классическим филологом по образованию, Ницше большое внимание уделял стилю ведения и изложения своей философии, снискав себе славу выдающегося стилиста. Философия Ницше не организована в систему, волю к которой он полагал недостатком честности. Наиболее значимой формой его философии являются афоризмы, выражающие запечатлённое движение состояния и мысли автора, находящихся в вечном становлении. Причины подобного стиля однозначно не выявляются. С одной стороны, такое изложение связано с желанием Ницше длительную часть времени проводить в прогулках, что лишало его возможности последовательного конспектирования мыслей. С другой стороны, свои ограничения накладывала и болезнь, не позволяющая долго смотреть на белые листы бумаги без рези в глазах. Тем не менее, афористичность письма относят также (в духе философии самого Ницше с её пестуемым amor fati, иначе любовью к судьбе) к осознанному выбору философа, считая результатом развития его убеждений.
Афоризм, как свой собственный комментарий, разворачивается лишь при вовлечении читателя в постоянное переконструирование смысла, выходящего далеко за пределы контекста отдельного афоризма. Это движение смысла не может никогда закончиться, адекватнее воспроизводя опыт жизни. Жизнь, так открытая в мысли, оказывается доказанной по самому факту прочтения афоризма, внешне бездоказательного.

### Здоровое и упадочное
В своей философии Ницше развивал новое отношение к действительности, построенное на метафизике «становление бытия», а не данности и неизменности. В рамках подобного взгляда истина как соответствие идеи действительности более не может считаться онтологическим основанием мира, а становится лишь частной ценностью. Выходящие на первый план рассмотрения ценности вообще оцениваются по их соответствию задачам жизни: здоровые прославляют и укрепляют жизнь, тогда как упадочные представляют болезнь и разложение. Всякий знак уже есть признак бессилия и оскудения жизни, в своей полноте всегда являющейся событием. Раскрытие смысла, стоящего за симптомом, позволяет обнаружить источник упадка. С этой позиции Ницше предпринимает попытку переоценки ценностей, до сих пор некритично подразумеваемых в качестве самих собой разумеющихся.

### Дионис и Аполлон. Проблема Сократа
Источник здоровой культуры Ницше усматривал в сосуществовании двух начал: дионисийского и аполлонийского. Первое олицетворяет собой необузданную, роковую, пьянящую, идущую из самых недр природы страсть жизни, возвращающую человека к непосредственной гармонии мира и единству всего со всем; второе, аполлонийское, окутывает жизнь «прекрасной кажимостью сновиденческих миров», позволяя мириться с нею. Взаимно преодолевая друг друга, дионисийское и аполлонийское развиваются в строгом соотношении. В рамках искусства столкновение этих начал приводит к рождению древнегреческой трагедии, на материале которой Ницше и разворачивает картину становления культуры. Наблюдая за развитием культуры Древней Греции, Ницше заострил внимание на фигуре Сократа. Тот утверждал возможность постижения и даже исправления жизни посредством диктатуры разума. Таким образом, Дионис оказался изгнанным из культуры, а Аполлон выродился в логический схематизм. Совершённый насильный перекос и является источником кризиса культуры, оказавшейся обескровленной и лишённой, в частности, мифов.

### Имморализм
Имморализм является одной из самых главных частей философии Ницше. Он критиковал всех философов-предшественников за то, что те ни разу не поставили главные моральные постулаты под сомнение. По мнению философа, поистине свободное мышление должно ставить себя выше моральных ограничений, по ту сторону добра и зла. Ницше считал, что ни один западный философ, начиная с Платона, не смог это сделать.
Ницше часто не исследует оценочные суждения на предмет их обоснованности, а скорее описывает связи между созданием ценностей мыслителем или группой людей и их биологическо-психологическими особенностями. Потому его волнует вопрос о ценности всех моральных систем вообще.

Все науки теперь должны готовиться к будущей задаче философов: эта задача понимается так, что философ должен решить проблему ценностей, что он должен определить иерархию ценностей.
— «К генеалогии морали»

### Смерть Бога. Нигилизм
Одним из наиболее ярких символов, запечатлённых и рассмотренных философией Ницше, стала так называемая смерть Бога. Она знаменует утрату доверия к сверхчувственным основаниям ценностных ориентиров, то есть нигилизм, проявившийся в западноевропейской философии и культуре. Процесс этот, по мнению Ницше, исходит из нездоровья самого духа христианского учения, отдающего предпочтение потустороннему миру.
Смерть Бога проявляется в охватывающем людей ощущении бездомности, осиротелости, потери гаранта благости бытия. Старые ценности не удовлетворяют человека, так как он ощущает их безжизненность и не чувствует, чтобы они относились конкретно к нему. «Бог задохнулся в богословии, нравственность — в морали», — пишет Ницше, они стали чужды человеку. В результате возрастает нигилизм, который простирается от простого отрицания возможности хоть какой-либо осмысленности и хаотического блуждания в мире до последовательной переоценки всех ценностей с тем, чтобы вернуть их на службу жизни.

### Вечное возвращение

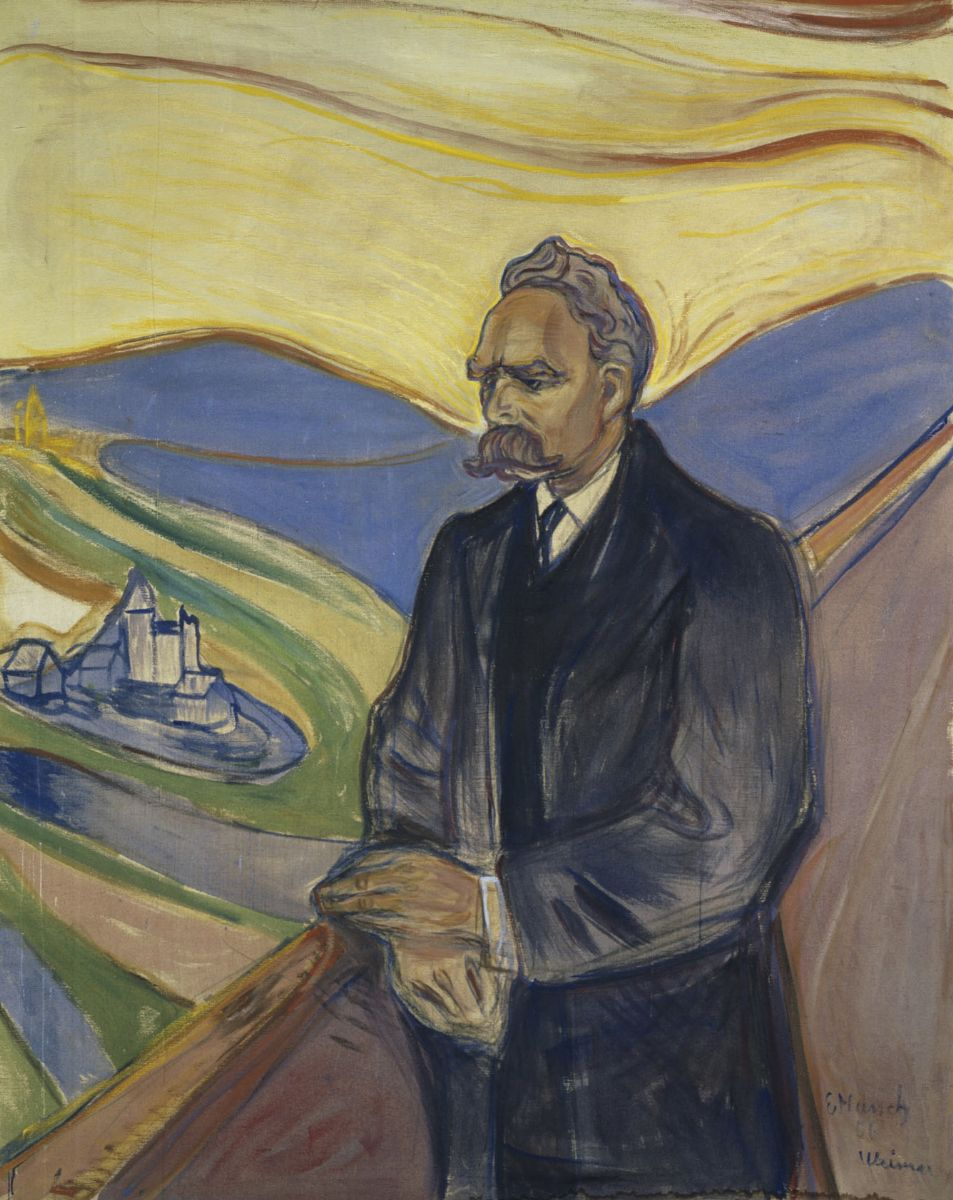
Ницше на портрете Эдварда Мунка

Способом, которым нечто обретает бытие, Ницше усматривает вечное возвращение: постоянство в вечности обретается через повторяющееся возвращение того же самого, а не через непреходящую неизменность. В таком рассмотрении на передний план выходит вопрос не о причине сущего, а о том, почему оно всегда возвращается таким, а не другим. Своеобразной отмычкой к этому вопросу служит представление о воле к власти: возвращается такое сущее, которое, сообразуя действительность с собой, создало предпосылки для возвращения.
Этической стороной вечного возвращения является вопрошание о сопричастности (или сопринадлежности) ему: так ли ты проживаешь текущий момент, чтобы желать вечного возвращения того же самого. Благодаря такой постановке каждому мгновению возвращается мера вечного: ценно то, что выдерживает испытание вечным возвращением, а не то, что изначально в перспективу вечного может быть помещено. Тем, кто вечное возвращение готов принять, является сверхчеловек.

### Сверхчеловек
Сверхчеловек — это человек, которому удалось преодолеть дробность своего существования, который вернул себе мир и поднял взор над его горизонтом. Сверхчеловек, по словам Ницше, смысл земли, в нём природа обретает своё онтологическое оправдание. В противоположность ему, последний человек представляет вырождение человеческого рода, живёт в полном забвении своей сущности, отдав её на откуп звериному пребыванию в комфортных условиях.

### Воля к власти
Воля к власти есть организующий принцип всего живого и, шире, существующего. Переводимый также как воля к мощи, этот принцип утверждает творческий характер становления, в котором разрозненные факты бытия обретают единую меру существования. При этом, воля к власти не есть произвол или насилие над сущим, но только желание исполнить элементарный долг жизни — мочь.

## Влияние и критика
Антиковед Вильгельм Нестле в 1890 году указывал на своевольную интерпретацию ранних греческих философов со стороны Ницше.
Начиная с 1890-х годов философ Владимир Соловьёв вёл полемику с Ницше и в прессе, и в своих философских сочинениях. На создание главного его труда, посвящённого вопросам морали, «Оправдание добра» (1897), его побудило несогласие с ницшевским отрицанием абсолютных нравственных норм. В этой работе Соловьёв пытался соединить представление об абсолютной ценности морали с этикой, допускающей свободу выбора и возможность самореализации. В 1899 году в статье «Идея сверхчеловека» он выражал сожаление, что философия Ницше воздействует на русское юношество. По его наблюдениям, мысль о сверхчеловеке относится к числу наиболее интересных идей, завладевших умами нового поколения. К ним же можно отнести, по его мнению «экономический материализм» Маркса и «абстрактный морализм» Толстого. Подобно другим противникам Ницше, Соловьёв сводит философию морали Ницше к надменности и своеволию.

«Дурная сторона ницшеанства бросается в глаза. Презрение к слабому и больному человечеству, языческий взгляд на силу и красоту, присвоение себе заранее какого-то исключительного сверхчеловеческого значения — во-первых, себе единолично, а затем себе коллективно, как избранному меньшинству „лучших“, господских натур, которым всё позволено, так как их воля есть верховный закон для прочих, — вот очевидное заблуждение ницшеанства»
— В. С. Соловьёв. Идея сверхчеловека // В. С. Соловьёв. Собрание сочинений. СПб., 1903. Т. 8. С. 312.
Значительное влияние Ницше оказал на раннее творчество М. Горького (на портрете писателя, написанном В. А. Серовым в 1905 году, видно, что он оформлял себя под Ницше).

### Взгляды на женский пол
Ницше также уделял большое внимание «женскому вопросу», отношение к которому у него было чрезвычайно противоречивым. Одни комментаторы называют Ницше женоненавистником, вторые ― антифеминистом, третьи ― поборником феминизма.

## Гражданство, национальность, этническая принадлежность
Ницше обычно причисляют к философам Германии. Современного единого национального государства, называемого Германией, на момент его рождения не существовало, а был союз германских государств, и Ницше был подданным одного из них — Пруссии. Когда Ницше получил должность профессора в Базельском университете, он подал заявление на аннулирование прусского гражданства. Официальный ответ, подтверждающий аннулирование гражданства, пришёл в виде документа, датированного 17 апреля 1869 года.
Существует распространённое мнение, что предки Ницше были поляками. Ницше сам подтверждал это. В 1888 году он писал: «Мои предки были польскими дворянами (Ницкие)». В одном из высказываний Ницше ещё более утвердителен по отношению к своему польскому происхождению: «Я чистокровный польский дворянин, без единой капли грязной крови, конечно, без немецкой крови». В другом случае Ницше заявил: «Германия великая нация лишь потому, что в жилах её народа течёт столь много польской крови… Я горжусь своим польским происхождением». В одном из писем он свидетельствует: «Меня воспитывали относить происхождение моей крови и имени к польским вельможам, которые величались Ницкие, и которые оставили свой дом и титул около ста лет назад, уступив в результате невыносимому давлению — они были протестантами». Ницше считал, что его фамилия могла быть германизирована.
Большинство учёных оспаривают мнение Ницше о происхождении его семьи. Ганс фон Мюллер опровергал выдвинутую сестрой Ницше родословную в пользу благородного польского происхождения. Макс Олер, хранитель архива Ницше в Веймаре, утверждал, что все предки Ницше носили немецкие имена, даже семьи жён. Олер утверждает, что Ницше вышел из давнего рода немецких лютеранских священнослужителей по обе стороны его семьи, и современные учёные рассматривают утверждения Ницше о его польском происхождении «чистым вымыслом». Колли и Монтинари, редакторы сборника писем Ницше, характеризуют заявления Ницше как «безосновательное» и «ошибочное мнение». Сама по себе фамилия Nietzsche не является польской, но распространена по всей центральной Германии в этой и родственных ей формах, например, Nitsche и Nitzke. Фамилия происходит от имени Николай, сокращённо Ник, под влиянием славянского имени Ниц сначала приобрела форму Nitsche, а затем Nietzsche.
Неизвестно, почему Ницше хотел, чтобы его причисляли к знатному польскому роду. По словам биографа Р. Дж. Холлингдейла, утверждения Ницше о его польском происхождении, возможно, были частью его «кампании против Германии».

## Отношения с сестрой
Сестра Фридриха Ницше Элизабет Ницше (1846—1935) вышла замуж за идеолога антисемитизма Бернарда Фёрстера, который решил уехать в Парагвай, чтобы там со своими единомышленниками организовать немецкую колонию Новая Германия. Элизабет уехала с ним в 1886 году в Парагвай, но вскоре из-за финансовых проблем Бернард покончил с собой, и Элизабет вернулась в Германию.
По словам Ницше, антисемитизм сестры стал причиной разлада с ней. Некоторое время Фридрих Ницше был в напряжённых отношениях с сестрой, но к концу жизни нужда в заботе заставила Ницше восстановить отношения. Элизабет Фёрстер-Ницше была распорядительницей литературного наследия Фридриха Ницше. Она издавала книги брата в собственной редакции, а для многих материалов не давала разрешение на публикацию. Так, «Воля к власти» была в плане работ Ницше, но он так и не написал эту работу. Элизабет издала эту книгу на основании отредактированных ею черновиков брата. Она также изъяла все ремарки брата касательно отвращения к сестре. Подготовленное Элизабет двадцатитомное собрание сочинений Ницше являлось эталоном для переизданий до середины XX века. Только в 1967 году итальянские учёные опубликовали без искажений ранее недоступные работы.
В 1930 году 84-летняя Элизабет стала сторонницей нацистов. К 1934 году она добилась того, что Гитлер трижды посетил созданный ею музей-архив Ницше, сфотографировался почтительно смотрящим на бюст Ницше и объявил музей-архив центром национал-социалистической идеологии. Экземпляр книги «Так говорил Заратустра» вместе с «Моей борьбой» и «Мифом двадцатого века» Розенберга были торжественно положены вместе в склеп Гинденбурга. Гитлер назначил Элизабет пожизненную пенсию за заслуги перед отечеством.

## Ницше как композитор
Ницше учился музыке с 6 лет, когда мать подарила ему рояль, а в 10 лет уже пробовал сочинять. Он продолжал заниматься музыкой в школьные и студенческие годы.
Основными влияниями на раннее музыкальное развитие Ницше были венская классика и романтизм.
Ницше много сочинял в 1862—1865 годах — фортепианные пьесы, вокальную лирику. В это время он работал, в частности, над симфонической поэмой «Эрманарих» (1862), которая была завершена лишь частично, в виде фортепианной фантазии. Среди песен, сочинённых Ницше в эти годы: «Заклинание» на слова одноимённого стихотворения А. С. Пушкина; четыре песни на стихи Ш. Петёфи; «Из времён юности» на стихи Ф. Рюккерта и «Течёт ручей» на стихи К. Грота; «Буря», «Всё лучше и лучше» и «Дитя перед потухшей свечой» на стихи А. фон Шамиссо.
Среди более поздних сочинений Ницше — «Отзвуки новогодней ночи» (первоначально написано для скрипки и фортепиано, переработано для фортепианного дуэта, 1871) и «Манфред. Медитация» (фортепианный дуэт, 1872). Первое из этих сочинений раскритиковал Р. Вагнер, а второе — Ганс фон Бюлов. Подавленный авторитетом фон Бюлова, после этого Ницше практически перестал заниматься музыкой. Последним его сочинением стал «Гимн дружбе» (1874), который много позднее, в 1882 году, он переработал в песню для голоса и фортепиано, позаимствовав стихотворение своей новой знакомой Лу Андреас фон Саломе «Гимн жизни» (а несколько лет спустя Петер Гаст написал аранжировку для хора и оркестра).

## Произведения

### Основные произведения
- «Рождение трагедии, или Эллинство и пессимизм» (Die Geburt der Tragödie, 1872)
- «Несвоевременные размышления» (Unzeitgemässe Betrachtungen, 1872—1876)

1. «Давид Штраус в роли исповедника и писателя» (David Strauss: der Bekenner und der Schriftsteller, 1873)
2. «О пользе и вреде истории для жизни» (Vom Nutzen und Nachtheil der Historie für das Leben, 1874)
3. «Шопенгауэр как воспитатель» (Schopenhauer als Erzieher, 1874)
4. «Рихард Вагнер в Байрейте» (Richard Wagner in Bayreuth, 1876)

- «Человеческое, слишком человеческое. Книга для свободных умов» (Menschliches, Allzumenschliches, 1878). С двумя дополнениями:
  - «Смешанные мнения и изречения» (Vermischte Meinungen und Sprüche, 1879)
  - «Странник и его тень» (Der Wanderer und sein Schatten, 1880)
- «Утренняя заря, или мысли о моральных предрассудках» (Morgenröte, 1881)
- «Весёлая наука» (Die fröhliche Wissenschaft, 1882, 1887)
- «Так говорил Заратустра. Книга для всех и ни для кого» (Also sprach Zarathustra, 1883—1885)
- «По ту сторону добра и зла. Прелюдия к философии будущего» (Jenseits von Gut und Böse, 1886)
- «К генеалогии морали. Полемическое сочинение» (Zur Genealogie der Moral, 1887)
- «Казус Вагнер» (Der Fall Wagner, 1888)
- «Сумерки идолов, или как философствуют молотом» (Götzen-Dämmerung, 1888), книга также известна под названием «Падение кумиров, или О том, как можно философствовать с помощью молотка»
- «Антихрист. Проклятие христианству» (Der Antichrist, 1888)
- «Ecce Homo. Как становятся сами собою» (Ecce Homo, 1888)
- «Воля к власти» (Der Wille zur Macht, 1886—1888, 1-е изд. 1901, 2-е изд. 1906), книга, собранная из заметок Ницше редакторами Э. Фёрстер-Ницше и П. Гастом. Как доказал М. Монтинари, хотя Ницше и планировал написать книгу «Воля к власти. Опыт переоценки всех ценностей» (Der Wille zur Macht — Versuch einer Umwertung aller Werte), о чём упоминается в конце произведения «К генеалогии морали», но оставил этот замысел, при этом черновики послужили материалом для книг «Сумерки идолов» и «Антихрист» (обе написаны в 1888).

### Прочие произведения
- «Гомер и классическая филология» (Homer und die klassische Philologie, 1869)
- «О будущности наших образовательных учреждений» (Über die Zukunft unserer Bildungsanstalten, 1871—1872)
- «Пять предисловий к пяти ненаписанным книгам» (Fünf Vorreden zu fünf ungeschriebenen Büchern, 1871—1872)

1. «О пафосе истины» (Über das Pathos der Wahrheit)
2. «Мысли о будущности наших образовательных учреждений» (Gedanken über die Zukunft unserer Bildungsanstalten)
3. «Греческое государство» (Der griechische Staat)
4. «Соотношение между философией Шопенгауэра и немецкой культурой» (Das Verhältnis der Schopenhauerischen Philosophie zu einer deutschen Cultur)
5. «Гомеровское соревнование» (Homers Wettkampf)

- «Об истине и лжи во вненравственном смысле» (Über Wahrheit und Lüge im außermoralischen Sinn, 1873)
- «Философия в трагическую эпоху Греции» (Die Philosophie im tragischen Zeitalter der Griechen, 1873)
- «Ницше против Вагнера» (Nietzsche contra Wagner, 1888)

### Юношеские произведения
- «Из моей жизни» (Aus meinem Leben, 1858)
- «О музыке» (Über Musik, 1858)
- «Наполеон III как президент» (Napoleon III als Praesident, 1862)
- «Фатум и история» (Fatum und Geschichte, 1862)
- «Свободная воля и фатум» (Willensfreiheit und Fatum, 1862)
- «Может ли завистник быть действительно счастливым?» (Kann der Neidische je wahrhaft glücklich sein?, 1863)
- «О настроениях» (Über Stimmungen, 1864)
- «Моя жизнь» (Mein Leben, 1864)

## Кинематограф
- В фильме Лилианы Кавани «По ту сторону добра и зла» (итал. «Al di là del bene e del male», 1977) Ницше воплощает Эрланд Юзефсон (Лу Саломе — Доминик Санда, Пауль Ре — Роберт Пауэлл, Элизабет Фёрстер-Ницше — Вирна Лизи, Бернард Фёрстер — Умберто Орсини).
- В биографическом фильме Жулиу Брессане[порт.] «Дни Ницше в Турине»[англ.] (порт. Dias de Nietzsche em Turim, 2001) философа сыграл бразильский актёр Фернанду Эйрас[порт.].
- В фильме Пинхаса Перри (Pinchas Perry) «Когда Ницше плакал» (англ. «When Nietzsche Wept», США—Израиль, 2007, по роману Ялома Ирвина) заглавного персонажа сыграл Арманд Ассанте (Лу Саломе — Кэтрин Винник, Йозеф Брёйер — Бен Кросс, Зигмунд Фрейд — Джейми Элмэн[англ.], Берта Паппенгейм — Михаль Янай[ивр.]).
- В фильме Нины Шориной «Ницше в России» (2007).
- Фильм венгерского режиссёра Белы Тарра «Туринская лошадь» (венг. «A torinói ló», 2011) основан на истории[57] о Ницше, который в Турине 3 января 1889 года стал свидетелем избиения лошади извозчиком. Ницше бросился к лошади, обнял её, а после этого замолчал навсегда, последние одиннадцать лет своей жизни проведя в больнице для душевнобольных.